# فم الميث
فم الميث (فم المدمن) هو تسوس الأسنان الحاد وفقدانها، بالإضافة إلى تكسر الأسنان والتآكل الحمضي، وغيرها من المشاكل الفموية، ويحتمل أن يكون من أعراض الاستخدام الواسع لعقار الميثامفيتامين. يُعتقد أن هذه الحالة تنتج عن مزيج من الآثار الجانبية للعقار (التشنج وصرير الأسنان وجفاف الفم) وعوامل نمط الحياة (النظافة الفموية المستمرة، الاستهلاك المتكرر للمشروبات السكرية، وإهمال عمليات التنظيف المنتظمة للأسنان والعناية الوقائية)، والتي قد تصاحب المدمنين على المدى الطويل. ومع ذلك، شُكك في مصداقية فم الميث كحالة فريدة من نوعها بسبب الآثار المماثلة لبعض الأدوية الأخرى على الأسنان. غالبًا ما تستخدم صور الأفواه المريضة في حملات مكافحة المخدرات.
يصعب علاج الحالة، وقد تتضمن استخدام الحشوات والفلوريد لمحاربة تسوس الأسنان والأدوية التي تزيد من اللعاب في الفم الجاف، بالإضافة إلى تعليمات النظافة الفموية. قد يكون من الخطر خضوع مستخدمي الميثامفيتامين بشكل متكرر لجراحة الأسنان بسبب المشاكل القلبية التي قد تنجم عن تفاعل المخدر الموضعي مع العقار.

## العلامات والأعراض
الميثامفيتامين (يشار إليه بشكل غير رسمي باسم «الميث») هو عقار منبه يسبب الإدمان لدى مستخدميه الاستجماميين. يسبب آثارًا جانبية جسدية ونفسية مرغوبة لدى المستخدمين. يمكن للآثار الجانبية الأخرى (مثل صرير الأسنان والذهان) أن تؤدي إلى إهمال المستخدمين لصحة الأسنان، ما يؤدي في النهاية إلى تسوس الأسنان المتقدم (النخر) والتهابات اللثة. علاوةً على ذلك، من الآثار الجانبية الشائعة للعقاقير المنبهة هو جفاف الحلق، الذي يسرع تسوس الأسنان.
اعتبارًا من عام 2012، اعتُبر الميثامفيتامين من أكثر العقاقير الممنوعة المذكور اسمها في طب الأسنان نظرًا لتأثيره الكبير على صحة أسنان المستخدمين. إذ بدت أسنان بعض مستخدمي الميثامفيتامين داكنة ومتآكلة بشكل كبير. يُستخدم مصطلح «فم الميث» للإشارة إلى هذه الأعراض السطحية من تسوس الأسنان المتقدم والتهاب اللثة. غالبًا ما يحدث التنخر في مناطق عنق السن، حيث يضيق سطح السن عند تقاطع التاج والجذر؛ يتركز النخر في المقام الأول على الجانب الشدقي (الخدي) للأسنان، وعلى أسطح الأسنان المجاورة للقواطع والأنياب. في النهاية، يمكن أن تتأثر منطقة السن التاجية (بالقرب من التاج) وتبدأ بالتسوس والتآكل. غالباً ما يتطور تنخر الأسنان في فم الميث ببطء، ربما بفضل الممارسات الصحية المتقطعة. يمكن أن يؤدي التسوس إلى كسور في الأسنان وألم حاد. في بعض الحالات، تكون الأسنان تالفة بشكل دائم ويجب إزالتها. إضافةً إلى سوء التغذية وفقدان الوزن، تسهم الآثار السنية لاستخدام الميثامفيتامين في مظاهر الشيخوخة المبكرة لدى بعض المستخدمين.
يعاني مستخدمو الميثامفيتامين أحيانًا من ألم في مفصل الفك وانسحال الأسنان (اهتراء الأسنان) بسبب صرير الأسنان، وهو أحد الآثار الجانبية الشائعة للعقاقير المنشطة. يمكن أن يحدث هذا الصرير بشكل مستمر. قد يسبب الاستخدام المزمن للعقار أيضًا كزاز الفك، وهو عدم القدرة على فتح الفك.
تشبه أعراض فم الميث أعراض متلازمة شوغرن، وهو مرض مناعي ذاتي يسبب نقص اللعاب، ما يؤدي إلى تسوس الأسنان.

## الأسباب
الأسباب المفترضة لحالة فم الميث هي مزيج من الآثار الجانبية للميثامفيتامين وعوامل متعلقة بنمط الحياة قد توجد لدى المستخدمين:
- جفاف الفم (جفاف الحلق)[8]
- تشنج وصرير الأسنان
- قلة الاعتناء بنظافة الفم
- الاستهلاك المتكرر للمشروبات الغازية السكرية
- الطبيعة الكاوية للميثامفيتامين

غالبًا ما تُعزى الآثار السنية لاستخدام الميثامفيتامين على المدى الطويل إلى آثاره على اللعاب. يزيد نقص اللعاب من احتمال الإصابة بتسوس الأسنان وتآكل المينا والتهاب دواعم السن. على الرغم من أن استخدام العقار يقلل من كمية اللعاب بشكل واضح، لكن هذه الآلية غير معروفة تمامًا. تقول إحدى النظريات أن العقار يسبب تضيق الأوعية الدموية في الغدد اللعابية، ما يقلل من تدفق اللعاب. ويُعتقد أن هذا الانقباض يرجع إلى تفعيل مستقبلات ألفا الأدرينالية من قبل كل من الميثامفيتامين نفسه والنورإبينفرين، الذي تزداد مستوياته بشكل كبير عند استخدام الميثامفيتامين. يمكن أن تتضاعف هذه العوامل بسبب الجفاف، الذي يحدث لدى العديد من متعاطي الميثامفيتامين بعد الزيادات التي يسببها الدواء في معدلات الاستقلاب (الأيض). قد تسهم خصائص اللعاب الذي يُنتج أثناء استخدام العقار، والذي يحتوي على نسبة عالية من البروتين، في الإحساس بجفاف الفم.
يمكن أن يسبب استخدام الميثامفيتامين على المدى الطويل عادات سيئة، تتمثل باستخدامات روتينية لجزء من الجسم تختلف عن استخدامه الشائع، وهذا قد يؤدي إلى تآكل الأسنان وتفاقم التهابات دواعم السن. إحدى هذه العادات التي قد تؤثر على تطور فم الميث هي صرير الأسنان، خاصةً عند تضاؤل تأثيرات العقار وحدوث الحالة النمطية، وهي المرحلة التي يشار إليها عادةً ب «النشوة». قد يكون صرير الأسنان ناتجًا عن الزيادة التي يسببها الدواء في أحاديات الأمين. من السلوكيات الأخرى لمستخدمي الميثامفيتامين على المدى الطويل والتي قد تسبب أو تسرع من ظهور أعراض فم الميث هي قلة الاهتمام بنظافة الفم والشراهة في تناول الطعام، خاصةً الأطعمة السكرية؛ الرغبة الشديدة في تناول السكر واستهلاك كميات كبيرة من المشروبات عالية السكر. تستمر الحالة الذهنية المتغيرة المصاحبة لاستخدام الميثامفيتامين لفترة أطول من بعض العقارات الشائعة الأخرى، ما يزيد من فترة سلوك المدمن الناجمة عن تعاطي هذا العقار.
يستخدم حمض الهيدروكلوريك (حمض كلور الماء) في عملية اصطناع الميثامفيتامين، لكن لم تدعم المراجعات الأكاديمية فكرة أن الحمض يساهم في تسوس الأسنان. يعد الاعتقاد بأن تناول الدواء عن طريق الفم يسبب تسوس الأسنان عن طريق زيادة حموضة أفواه المستخدمين غير مؤكد أيضًا. يكون فم الميث عادةً أشد لدى الذين يتعاطونه حقنًا، مقارنةً بأولئك الذين يدخنونه أو يبتلعونه أو يستنشقونه.

## العلاج
تُعد معظم الآثار الضارة لفم الميث على الأسنان واللثة غير عكوسة، على الرغم من أن العلاج المبكر قد يقلل منها بشكل كبير، وذلك من خلال الممارسات الصحية الشائعة؛ في ظل الظروف العادية، لن يلجأ المريض إلى العلاج حتى يبدأ الضرر بالظهور بشكل كبير ما يسبب ألمًا شديدًا في الفم وشعورًا عامًا بعدم الراحة. بما أن العديد من متعاطي المخدرات يفتقرون إلى إمكانية الوصول إلى علاج الأسنان، بسبب عدم القدرة على تحمل التكاليف والفقر، من المهم اتخاذ الاحتياطات الطبية لإطالة الحفاظ على صحة الفم والجسم بشكل عام. ينبغي على الراغبين في علاج الأسنان طلب المشورة المهنية في أقرب وقت ممكن إذا كانوا يعانون من أي أعراض مؤلمة مرتبطة بفم الميث نتيجة تعاطي الميثامفيتامين. قد يكون توفير علاج الأسنان للأفراد الذين يستخدمون الميثامفيتامين خطيرًا، لأن المزيج المحتمل من المخدر الموضعي والميثامفيتامين يمكن أن يسبب مشاكل خطيرة على القلب. يوجد أيضًا خطر متزايد من حدوث آثار جانبية خطيرة في حال استخدام الأدوية الأفيونية في علاج المريض.
عادةً ما يعتمد علاج فم الميث على زيادة إفراز اللعاب، ووقف تسوس الأسنان، وتشجيع التغيرات السلوكية.
يعد معجون الأسنان الذي يحتوي على الفلوريد مهمًا جداً لاستعادة صحة الأسنان. يمكن لغسولات الفلوريد الفموية الموصوفة أن تعالج الحالة بشكل جيد أيضًا. يمكن استخدام مدرات اللعاب، أي الأدوية التي تزيد من كمية اللعاب في الفم، لعلاج جفاف الفم والحماية من مشاكل صحة الأسنان. البيلوكاربين والسيفيميلين هما عبارة عن مدرات لعابية معتمدة من قبل إدارة الغذاء والدواء لعلاج انخفاض إفراز اللعاب الناجم عن متلازمة شوغرن وقد يكون لهما القدرة على علاج جفاف الفم الناجم عن استخدام الميثامفيتامين بشكل فعال.